# Filmografia de Oliver Hardy
Estes são os filmes de Oliver Hardy como ator sem Stan Laurel . Para a filmografia de Laurel & Hardy como equipe, veja: Filmografia de Laurel & Hardy .
Oliver Norvell Hardy (nascido Norvell Hardy; 18 de janeiro de 1892 - 7 de agosto de 1957) foi um ator cómico americano e metade da dupla Laurel e Hardy, que se estreou na era dos filmes mudos e este activo de 1927 a 1957. Hardy apareceu com seu parceiro de comédia Stan Laurel em 107 curtas-metragens, longas-metragens e participações especiais. O primeiro filme em que foi creditado é Outwitting Dad, de 1914. Na maioria de seus filmes mudos, antes de colaborar com o produtor Hal Roach, ele era creditado como Babe Hardy.
| Ano  | Filme                                      | Papel                                          | Director                                        | Notas                                                      |
| ---- | ------------------------------------------ | ---------------------------------------------- | ----------------------------------------------- | ---------------------------------------------------------- |
| 1914 | Outwitting Dad                             | Reggie Kewp                                    | Arthur Hotaling                                 | Curta-metragem; creditado como O.N. Hardy                  |
| 1914 | Casey's Birthday                           | Um Polícia                                     |                                                 | Curta-metragem                                             |
| 1914 | Building a Fire                            | Polícia                                        | Arthur Hotaling                                 | Curta-metragem                                             |
| 1914 | He Won a Ranch                             | Um Cowboy                                      | Arthur Hotaling                                 | Curta-metragem                                             |
| 1914 | The Particular Cowboys                     | Um Cowboy                                      | Arthur Hotaling                                 | Curta-metragem                                             |
| 1914 | For Two Pins                               | Um Polícia                                     | Arthur Hotaling                                 | Curta-metragem                                             |
| 1914 | A Tango Tragedy                            | Pessoa no Baile                                | Arthur Hotaling                                 | Curta-metragem                                             |
| 1914 | A Brewerytown Romance                      | Cassidy / o Polícia                            | Frank Griffin                                   | Curta-metragem                                             |
| 1914 | The Female Cop                             | Boob Cop                                       | Jerold T. Hevener                               | Curta-metragem                                             |
| 1914 | Good Cider                                 | Hiram                                          | John A. Murphy                                  | Curta-metragem                                             |
| 1914 | Long May It Wave                           | The King                                       | John A. Murphy                                  | Curta-metragem                                             |
| 1914 | Who's Boss?                                |                                                | Arthur Hotaling                                 | Curta-metragem                                             |
| 1914 | His Sudden Recovery                        | Mr. Jones                                      | Arthur Hotaling                                 | Curta-metragem                                             |
| 1914 | The Kidnapped Bride                        | Daniel Cassidy                                 | Frank Griffin                                   | Curta-metragem                                             |
| 1914 | Worms Will Turn                            | Um Polícia                                     | Frank Griffin                                   | Curta-metragem                                             |
| 1914 | The Rise of the Johnsons                   | O Merceeiro                                    | John A. Murphy                                  | Curta-metragem; creditado como Oliver Hardy                |
| 1914 | He Wanted Work                             | O Capataz                                      | Arthur Hotaling                                 | Curta-metragem                                             |
| 1914 | They Bought a Boat                         | Cabin Boy                                      | Arthur Hotaling                                 | Curta-metragem                                             |
| 1914 | Back to the Farm                           | Tom                                            | Joseph Levering/ Will Louis                     | Curta-metragem                                             |
| 1914 | Making Auntie Welcome                      | Rapaz da mercearia                             | Will Louis                                      | Curta-metragem                                             |
| 1914 | The Green Alarm                            | Mike                                           | Frank Griffin                                   | Curta-metragem; creditado como O.N. Hardy                  |
| 1914 | Never Too Old                              | Phil                                           | John A. Murphy                                  | Curta-metragem                                             |
| 1914 | A Fool There Was                           | Polícia de trânsito                            | Frank Griffin                                   | Curta-metragem                                             |
| 1914 | Pins Are Lucky                             | Peter Pelton                                   | Frank Griffin                                   | Curta-metragem; creditado como O.N. Hardy                  |
| 1914 | Jealous James                              | Rapaz da mercearia                             |                                                 | Curta-metragem                                             |
| 1914 | When the Ham Turned                        | Bartender                                      | Frank Griffin                                   | Curta-metragem                                             |
| 1914 | The Smuggler's Daughter                    | Pai de Gwendolyn                               | Jerold T. Hevener                               | Curta-metragem                                             |
| 1914 | She Married for Love                       | Um espectador                                  | Arthur Hotaling                                 | Curta-metragem                                             |
| 1914 | The Soubrette and the Simp                 | Fred, o simplório                              | Jerold T. Hevener                               | Curta-metragem                                             |
| 1914 | The Honor of the Force                     | Fattie                                         | Frank Griffin                                   | Curta-metragem                                             |
| 1914 | Kidnapping the Kid                         | Willie Gold                                    | John A. Murphy                                  | Curta-metragem                                             |
| 1914 | Magazine Cooking                           | Merceeiro                                      | John A. Murphy                                  |                                                            |
| 1914 | She Was the Other                          | Cutie - a primeira irmã do chefe               | Arthur Hotaling                                 | Curta-metragem                                             |
| 1914 | The Daddy of Them All                      | Peitzheimer                                    |                                                 | Curta-metragem                                             |
| 1914 | Mother's Baby Boy                          | Percival Pilkins                               |                                                 | Curta-metragem                                             |
| 1914 | The Servant Girl's Legacy                  | Cy                                             | Arthur Hotaling                                 | Curta-metragem                                             |
| 1914 | He Wanted His Pants                        | Um Polícia                                     |                                                 | Curta-metragem                                             |
| 1914 | Dobs at the Shore                          | Meggie Heckla                                  | Frank Griffin                                   | Curta-metragem                                             |
| 1914 | The Fresh Air Cure                         | Morris Silverstein                             |                                                 | Curta-metragem                                             |
| 1914 | Weary Willie's Rags                        | Funcionário do hotel                           |                                                 | Curta-metragem                                             |
| 1915 | What He Forgot                             |                                                | Jerold T. Hevener                               | Curta-metragem                                             |
| 1915 | They Looked Alike                          | Peão                                           | Frank Griffin                                   | Curta-metragem                                             |
| 1915 | Spaghetti a la Mode                        |                                                | Will Louis                                      |                                                            |
| 1915 | Gus and the Anarchists                     | Tom Dreck                                      | John A. Murphy                                  | Curta-metragem                                             |
| 1915 | Cupid's Target                             | Bob                                            | Jerold T. Hevener                               | Curta-metragem                                             |
| 1915 | Shoddy the Tailor                          | Polícia                                        | Will Louis                                      | Curta-metragem                                             |
| 1915 | The Prize Baby                             | Bill, the Prize Baby                           | Jerold T. Hevener                               | Curta-metragem                                             |
| 1915 | An Expensive Visit                         | Jack                                           | Will Louis                                      | Curta-metragem; creditado como Oliver Hardy                |
| 1915 | Cleaning Time                              | John Herringbone                               | Will Louis                                      | Curta-metragem                                             |
| 1915 | Mixed Flats                                | Bob White                                      | Will Louis                                      | Curta-metragem; creditado como Oliver Hardy                |
| 1915 | Safety Worst                               | Bill Jone                                      | Jerold T. Hevener                               | Curta-metragem                                             |
| 1915 | The Twin Sister                            | Bill Bolt - o marido                           | Arthur Hotaling                                 | Curta-metragem; creditado como Oliver Hardy                |
| 1915 | Who Stole the Doggies?                     | Murphy, o polícia                              | Arthur Hotaling                                 | Curta-metragem; creditado como Oliver Hardy                |
| 1915 | Baby                                       |                                                | Harry Myers                                     | Curta-metragem                                             |
| 1915 | A Lucky Strike                             | Bill Myers                                     | Arthur Hotaling                                 | Curta-metragem; creditado como Oliver Hardy                |
| 1915 | Matilda's Legacy                           | Fatty Waite                                    | Arthur Hotaling                                 | Curta-metragem; creditado como Oliver Hardy                |
| 1915 | Capturing Bad Bill                         | Membro do pelotão                              | Will Louis                                      | Curta-metragem                                             |
| 1915 | Her Choice                                 |                                                | Arthur Hotaling                                 | Curta-metragem                                             |
| 1915 | Cannibal King                              | Willie                                         | Frank Griffin / Arthur Hotaling                 | Curta-metragem                                             |
| 1915 | It May Be You                              | Paul Simmons                                   | Will Louis                                      | Curta-metragem; creditado como O.N. Hardy                  |
| 1915 | What a Cinch                               | Chefe da Polícia Myers                         | Will Louis                                      | Curta-metragem                                             |
| 1915 | Poor Baby                                  | Namorado de Matilda                            | Will Louis                                      | Curta-metragem; creditado como O.N. Hardy                  |
| 1915 | Not Much Force                             | Funcionário da Câmara                          | Will Louis                                      | Curta-metragem; creditado como O.N. Hardy                  |
| 1915 | Food for Kings and Riley                   |                                                | Will Louis                                      | Curta-metragem; creditado como O.N. Hardy                  |
| 1915 | The Dead Letter                            | Mateo                                          | Will Louis                                      | Curta-metragem; as Babe Hardy                              |
| 1915 | Clothes Make the Man                       | Rastus                                         | Will Louis                                      | Curta-metragem; creditado como O.N. Hardy                  |
| 1915 | The Haunted Hat                            |                                                | Will Louis                                      | Curta-metragem                                             |
| 1915 | Avenging Bill                              | Bill, o rapaz da mercearia                     | John A. Murphy                                  | Curta-metragem                                             |
| 1915 | The Simp and the Sophomores                | Professor Arm. Strong                          | Will Louis                                      | Curta-metragem; creditado como O.N. Hardy                  |
| 1915 | Babe's School Days                         | Ikie Ikestein                                  | Will Louis                                      | Curta-metragem                                             |
| 1915 | The New Adventures of J. Rufus Wallingford |                                                | James Gordon/ Leopold Wharton/ Theodore Wharton | Curta-metragem; creditado como O.N. Hardy                  |
| 1915 | The Bungalow Bungle                        |                                                | Theodore Wharton                                | Curta-metragem; creditado como O.N. Hardy                  |
| 1915 | Three Rings and a Goat                     |                                                | Theodore Wharton                                | Curta-metragem; creditado como O.N. Hardy                  |
| 1915 | Ethel's Romeos                             | Jake Stimpson                                  | Edwin Middleton                                 | Curta-metragem                                             |
| 1915 | A Rheumatic Joint                          |                                                | Theodore Wharton                                | Curta-metragem; creditado como O.N. Hardy                  |
| 1915 | Fatty's Fatal Fun                          | Fatty                                          |                                                 | Curta-metragem                                             |
| 1915 | The Lilac Splash                           | Ladrão                                         | Theodore Wharton                                | Curta-metragem; creditado como O.N. Hardy                  |
| 1915 | The Crazy Clock Maker                      |                                                | Jerold T. Hevener                               | Curta-metragem                                             |
| 1915 | Something in Her Eye                       | O Merceeiro                                    |                                                 | Curta-metragem                                             |
| 1915 | The Midnight Prowlers                      |                                                | Bobby Burns/ Walter Stull                       | Curta-metragem                                             |
| 1915 | A Pair of Birds                            | Fatty                                          | Bobby Burns/ Walter Stull                       | Curta-metragem                                             |
| 1915 | Love, Pepper and Sweets                    | Fatty                                          | Bobby Burns/ Walter Stull                       | Curta-metragem                                             |
| 1915 | A Janitor's Joyful Job                     | Melinda Rousseau                               |                                                 | Curta-metragem                                             |
| 1915 | Strangled Harmony                          |                                                | Bobby Burns/ Walter Stull                       | Curta-metragem                                             |
| 1915 | Speed Kings                                |                                                | Bobby Burns/ Walter Stull                       | Curta-metragem                                             |
| 1915 | Mixed and Fixed                            |                                                | Bobby Burns/ Walter Stull                       | Curta-metragem                                             |
| 1915 | Ups and Downs                              | Shifty Mike                                    | Bobby Burns/ Walter Stull                       | Curta-metragem                                             |
| 1915 | The Tramps                                 |                                                |                                                 |                                                            |
| 1916 | Bouncing Baby                              |                                                |                                                 | [ 2 ]                                                      |
| 1916 | This Way Out                               | Plump                                          | Bobby Burns/ Walter Stull                       | Curta-metragem                                             |
| 1916 | Chickens                                   |                                                | Bobby Burns/ Walter Stull                       | Curta-metragem                                             |
| 1916 | Frenzied Finance                           |                                                | Bobby Burns/ Walter Stull                       | Curta-metragem                                             |
| 1916 | A Special Delivery                         | Plump                                          | Will Louis                                      | Curta-metragem                                             |
| 1916 | Busted Hearts                              | Peggy Plump                                    | Bobby Burns/ Walter Stull                       | Curta-metragem                                             |
| 1916 | A Sticky Affair                            | Plump                                          | Will Louis                                      | Curta-metragem                                             |
| 1916 | Bungles' Rainy Day                         |                                                | Marcel Perez                                    | Curta-metragem                                             |
| 1916 | One Too Many                               | Plump                                          | Will Louis                                      | Curta-metragem                                             |
| 1916 | Bungles Enforces the Law                   |                                                | Marcel Perez                                    | Curta-metragem                                             |
| 1916 | The Serenade                               | Plump                                          | Will Louis                                      | Curta-metragem                                             |
| 1916 | Bungles' Elopement                         |                                                | Marcel Perez                                    | Curta-metragem                                             |
| 1916 | Nerve and Gasoline                         | Plump                                          | Will Louis                                      | Curta-metragem                                             |
| 1916 | Bungles Lands a Job                        |                                                | Oliver Hardy/ Will Louis/ Marcel Perez          | Curta-metragem                                             |
| 1916 | Their Vacation                             | Plump                                          | Will Louis                                      | Curta-metragem                                             |
| 1916 | Mamma's Boys                               | Plump                                          | Will Louis                                      | Curta-metragem                                             |
| 1916 | The Battle Royal                           | Plump                                          | Will Louis                                      | Curta-metragem                                             |
| 1916 | All for a Girl                             | Plump                                          | Will Louis                                      | Curta-metragem                                             |
| 1916 | Hired and Fired                            |                                                | Bobby Burns/ Walter Stull                       | Curta-metragem                                             |
| 1916 | What's Sauce for the Goose                 | Mr. Boob Plump                                 | Will Louis                                      | Curta-metragem                                             |
| 1916 | The Brave Ones                             | Plump                                          | Will Louis                                      | Curta-metragem                                             |
| 1916 | The Water Cure                             | Plump                                          | Will Louis                                      | Curta-metragem                                             |
| 1916 | Thirty Days                                | Plump                                          | Will Louis                                      | Curta-metragem                                             |
| 1916 | Baby Doll                                  | Plump                                          | Will Louis                                      | Curta-metragem                                             |
| 1916 | The Schemers                               | Plump                                          | Will Louis                                      | Curta-metragem                                             |
| 1916 | Sea Dogs                                   | Plump                                          | Will Louis                                      | Curta-metragem                                             |
| 1916 | Hungry Hearts                              | Plump                                          | Will Louis                                      | Curta-metragem                                             |
| 1916 | Never Again                                | Plump                                          | Will Louis                                      | Curta-metragem                                             |
| 1916 | The Lottery Man                            | Maggie Murphy                                  | Theodore Wharton                                |                                                            |
| 1916 | Better Halves                              | Plump                                          | Will Louis                                      | Curta-metragem                                             |
| 1916 | Edison Bugg's Invention                    | Chefe dos Bombeiros                            | Jerold T. Hevener                               | Curta-metragem                                             |
| 1916 | A Day at School                            | Plump                                          | Will Louis                                      | Curta-metragem                                             |
| 1916 | A Terrible Tragedy                         | Markoff                                        | Jerold T. Hevener                               | Curta-metragem                                             |
| 1916 | Spaghetti                                  | Plump                                          | Will Louis                                      | Curta-metragem                                             |
| 1916 | Aunt Bill                                  | Plump                                          | Will Louis                                      | Curta-metragem                                             |
| 1916 | The Heroes                                 | Plump                                          | Will Louis                                      | Curta-metragem                                             |
| 1916 | It Happened in Pikesville                  | Jiggs                                          | Jerold T. Hevener                               | Curta-metragem                                             |
| 1916 | Human Hounds                               | Plump                                          | Will Louis                                      | Curta-metragem                                             |
| 1916 | Dreamy Knights                             | Plump                                          | Will Louis                                      | Curta-metragem                                             |
| 1916 | Life Savers                                | Plump                                          | Will Louis                                      | Curta-metragem                                             |
| 1916 | Their Honeymoon                            | Plump                                          | Will Louis                                      | Curta-metragem                                             |
| 1916 | The Try Out                                |                                                | Bobby Burns/ Walter Stull                       | Curta-metragem                                             |
| 1916 | An Aerial Joyride                          | Plump                                          | Will Louis                                      | Curta-metragem; creditado como Oliver Hardy                |
| 1916 | Sidetracked                                | Plump                                          | Will Louis                                      | Curta-metragem                                             |
| 1916 | Stranded                                   | Plump                                          | Will Louis                                      | Curta-metragem                                             |
| 1916 | Love and Duty                              | Soldado Plump                                  | Will Louis                                      | Curta-metragem                                             |
| 1916 | The Reformers                              | Plump                                          | Will Louis                                      | Curta-metragem                                             |
| 1916 | Royal Blood                                | Plump                                          | Will Louis                                      | Curta-metragem                                             |
| 1916 | The Candy Trail                            | Plump                                          | Will Louis                                      | Curta-metragem                                             |
| 1916 | The Precious Parcel                        | Plump                                          | Will Louis                                      | Curta-metragem                                             |
| 1916 | A Maid to Order                            | Plump                                          | Will Louis                                      | Curta-metragem                                             |
| 1916 | Twin Flats                                 | Babe                                           | Will Louis/ Oliver Hardy (não-creditado)        | Curta-metragem                                             |
| 1916 | A Warm Reception                           | Babe                                           | Will Louis/ Oliver Hardy (não-creditado)        | Curta-metragem                                             |
| 1916 | Pipe Dreams                                | Babe                                           | Will Louis                                      | Curta-metragem                                             |
| 1916 | Mother's Child                             | Babe                                           | Will Louis/ Oliver Hardy                        | Curta-metragem                                             |
| 1916 | Prize Winners                              | Babe                                           | Will Louis/ Oliver Hardy (não-creditado)        | Curta-metragem                                             |
| 1916 | Ambitious Ethel                            |                                                |                                                 | Curta-metragem                                             |
| 1916 | The Guilty Ones                            | Babe                                           | Oliver Hardy                                    | Curta-metragem                                             |
| 1916 | He Winked and Won                          | Babe                                           | Oliver Hardy                                    | Curta-metragem                                             |
| 1916 | Fat and Fickle                             | Babe                                           | Oliver Hardy                                    | Curta-metragem                                             |
| 1917 | The Boycotted Baby                         | Babe                                           | Oliver Hardy                                    | Curta-metragem                                             |
| 1917 | The Love Bugs                              | Babe                                           | Oliver Hardy                                    | Curta-metragem                                             |
| 1917 | The Modiste                                |                                                |                                                 | Curta-metragem                                             |
| 1917 | Little Nell                                |                                                |                                                 | Curta-metragem                                             |
| 1917 | The Other Girl                             | Babe                                           | Oliver Hardy                                    | Curta-metragem                                             |
| 1917 | A Mix Up In Hearts                         |                                                | Oliver Hardy                                    | Curta-metragem                                             |
| 1917 | Wanted - A Bad Man                         |                                                | Oliver Hardy                                    | Curta-metragem                                             |
| 1917 | Back Stage                                 |                                                | Arvid E. Gillstrom                              | Curta-metragem                                             |
| 1917 | The Hero                                   | O rival do herói                               | Arvid E. Gillstrom                              | Curta-metragem                                             |
| 1917 | Dough Nuts                                 | Babe, o chefe de cozinha                       | Arvid E. Gillstrom                              | Curta-metragem                                             |
| 1917 | Cupid's Rival                              | Artista pobre                                  | Arvid E. Gillstrom                              | Curta-metragem                                             |
| 1917 | The Villain                                | Babe                                           | Arvid E. Gillstrom                              | Curta-metragem                                             |
| 1917 | The Millionaire                            | A sogra                                        | Arvid E. Gillstrom                              | Curta-metragem                                             |
| 1917 | The Goat/ The Genius                       | O vizinho                                      | Arvid E. Gillstrom                              | Curta-metragem                                             |
| 1917 | The Fly Cop                                | Proprietário                                   | Arvid E. Gillstrom                              | Curta-metragem                                             |
| 1917 | The Chief Cook                             | Babe                                           | Arvid E. Gillstrom                              | Curta-metragem                                             |
| 1917 | The Candy Kid                              |                                                | Arvid E. Gillstrom                              | Curta-metragem                                             |
| 1917 | The Hobo                                   | Harold                                         | Arvid E. Gillstrom                              | Curta-metragem                                             |
| 1917 | The Pest                                   | Recém-casado                                   | Arvid E. Gillstrom                              | Curta-metragem                                             |
| 1917 | The Band Master                            |                                                | Arvid E. Gillstrom                              | Curta-metragem                                             |
| 1917 | The Slave                                  | O Sultão de Bacteria                           | Arvid E. Gillstrom                              | Curta-metragem; creditado como Oliver Hardy                |
| 1918 | The Stranger                               | Oliver, o gerente do saloon                    | Arvid E. Gillstrom                              | Curta-metragem; creditado como Oliver Hardy                |
| 1918 | His Day Out                                | Ollie                                          | Arvid E. Gillstrom                              | Curta-metragem; creditado como Oliver Hardy                |
| 1918 | The Rogue                                  | Dono do café                                   | Arvid E. Gillstrom                              | Curta-metragem                                             |
| 1918 | The Orderly                                |                                                | Arvid E. Gillstrom                              | Curta-metragem                                             |
| 1918 | The Scholar                                |                                                | Arvid E. Gillstrom                              | Curta-metragem                                             |
| 1918 | The Messenger                              |                                                | Arvid E. Gillstrom                              | Curta-metragem                                             |
| 1918 | The Handy Man                              |                                                | Charley Chase                                   | Curta-metragem                                             |
| 1918 | Bright and Early                           | The Boss                                       | Charley Chase                                   | Curta-metragem                                             |
| 1918 | The Straight and Narrow                    | Companheiro de cela anterior                   | Charley Chase                                   | Curta-metragem                                             |
| 1918 | Playmates                                  | Kid                                            | Charley Chase                                   | Curta-metragem                                             |
| 1918 | Beauties in Distress                       |                                                | Charley Chase                                   | Curta-metragem                                             |
| 1918 | Business Before Honesty                    | O cego                                         | Charley Chase                                   | Curta-metragem                                             |
| 1918 | Hello Trouble                              | Um marido dedicado                             | Charley Chase                                   | Curta-metragem                                             |
| 1918 | Painless Love                              | Dr. Hurts                                      | Charley Chase                                   | Curta-metragem                                             |
| 1918 | The King of the Kitchen                    | Um cliente alemão                              | Frank Griffin                                   | Curta-metragem                                             |
| 1918 | He's in Again                              | Chefe dos empregados de mesa                   | Charley Chase                                   | Curta-metragem                                             |
| 1919 | The Freckled Fish                          | Solomon Soopmeat                               | Joseph Le Brandt                                | Curta-metragem                                             |
| 1919 | Hop, the Bellhop                           | Solomon Soop                                   | Charley Chase                                   | Curta-metragem                                             |
| 1919 | Soapsuds and Sapheads                      | Capataz                                        | J. A. Howe                                      | Curta-metragem                                             |
| 1919 | Lions and Ladies                           |                                                | Frank Griffin                                   | Curta-metragem                                             |
| 1919 | Hearts in Hock                             |                                                | Charley Chase                                   | Curta-metragem                                             |
| 1919 | Jazz and Jailbirds                         | I.M. Ruff                                      | J. A. Howe                                      | Curta-metragem                                             |
| 1919 | Mules and Mortgages                        | Strongarm                                      | J. A. Howe                                      | Curta-metragem                                             |
| 1919 | Tootsies and Tamales                       | O mexicano assassino                           | Noel M. Smith                                   | Curta-metragem                                             |
| 1919 | Healthy and Happy                          | Doutor                                         | Noel M. Smith                                   | Curta-metragem                                             |
| 1919 | Flips and Flops                            | Mr. Jipper                                     | Gilbert Pratt                                   | Curta-metragem                                             |
| 1919 | Yaps and Yokels                            | O ajudante contratado                          | Noel M. Smith                                   | Curta-metragem                                             |
| 1919 | Mates and Models                           | Um artista excêntrico                          | Noel M. Smith                                   | Curta-metragem                                             |
| 1919 | Dull Care                                  | Um zelador                                     | Larry Semon                                     | Curta-metragem                                             |
| 1919 | Squabs and Squabbles                       | The Boss                                       | Noel M. Smith                                   | Curta-metragem                                             |
| 1919 | Bungs and Bunglers                         | Al K. Hall                                     | Noel M. Smith                                   | Curta-metragem                                             |
| 1919 | The Head Waiter                            | Um polícia                                     | Larry Semon                                     | Curta-metragem                                             |
| 1919 | Switches and Sweeties                      |                                                | Noel M. Smith                                   | Curta-metragem                                             |
| 1920 | Dames and Dentists                         |                                                | Noel M. Smith                                   | Curta-metragem                                             |
| 1920 | Maids and Muslin                           | Mr. Yards                                      | Noel M. Smith                                   | Curta-metragem                                             |
| 1920 | Squeaks and Squawks                        | O senhorio                                     | Noel M. Smith                                   | Curta-metragem                                             |
| 1920 | Fists and Fodder                           | O pai dela                                     | Jess Robbins                                    | Curta-metragem                                             |
| 1920 | Distilled Love                             | Mr. Peeble Ford                                | Richard Smith                                   | Curta-metragem                                             |
| 1920 | Pals and Pugs                              | Um bully                                       | Jess Robbins                                    | Curta-metragem                                             |
| 1920 | He Laughs Last                             | Handsome Ha                                    | Jess Robbins                                    | Curta-metragem                                             |
| 1920 | Springtime                                 | O comissário                                   | Jess Robbins                                    | Curta-metragem                                             |
| 1920 | The Decorator                              | Babe, um milionário                            | Jess Robbins                                    | Curta-metragem                                             |
| 1920 | The Stage Hand                             | Membro do público (não-creditado)              | Norman Taurog                                   | Curta-metragem; não-creditado                              |
| 1920 | Married to Order                           | O pai dela                                     | Charley Chase                                   | Curta-metragem                                             |
| 1920 | The Trouble Hunter                         | O porteiro                                     | Jess Robbins                                    | Curta-metragem                                             |
| 1920 | His Jonah Day                              | O salva vidas                                  | Jess Robbins                                    | Curta-metragem                                             |
| 1920 | The Backyard                               | O rufia                                        | Jess Robbins                                    | Curta-metragem                                             |
| 1920 | The Mysterious Stranger                    | Toureiro                                       | Jess Robbins                                    | Curta-metragem                                             |
| 1921 | The Nuisance                               | The Walrus                                     | Jess Robbins                                    | Curta-metragem                                             |
| 1921 | The Blizzard                               | Zelador                                        | Jess Robbins                                    | Curta-metragem                                             |
| 1921 | The Bakery                                 | Capataz                                        | Norman Taurog                                   | Curta-metragem                                             |
| 1921 | The Rent Collector                         | The Big Boss                                   | Norman Taurog                                   | Curta-metragem                                             |
| 1921 | The Tourist                                | Líder dos fora-da-lei                          | Jess Robbins                                    | Curta-metragem                                             |
| 1921 | The Fall Guy                               | Gentleman Joe, alias Black Bart                | Norman Taurog                                   | Curta-metragem                                             |
| 1921 | The Bell Hop                               | Gerente do hotel                               | Norman Taurog                                   | Curta-metragem                                             |
| 1922 | The Sawmill                                | O capataz                                      | Norman Taurog                                   | Curta-metragem                                             |
| 1922 | The Show                                   | Director de palco / Membro do público          | Norman Taurog                                   | Curta-metragem                                             |
| 1922 | A Pair of Kings                            | Alarme geral                                   | Norman Taurog                                   | Curta-metragem                                             |
| 1922 | Golf                                       | O vizinho                                      | Larry Semon                                     | Curta-metragem                                             |
| 1922 | Fortune's Mask                             |                                                | Robert Ensminger                                |                                                            |
| 1922 | Little Wildcat                             |                                                | David Smith                                     |                                                            |
| 1922 | The Agent                                  | Don Fusiloil                                   | Larry Semon                                     | Curta-metragem                                             |
| 1922 | The Counter Jumper                         | Gaston Gilligan                                | Larry Semon                                     | Curta-metragem                                             |
| 1923 | No Wedding Bells                           | O pai da rapariga                              | Larry Semon                                     | Curta-metragem                                             |
| 1923 | The Barnyard                               | Ajudante do campo                              | Larry Semon                                     | Curta-metragem                                             |
| 1923 | The Midnight Cabaret                       | Oliver, um pretendente impetuoso               | Larry Semon                                     | Curta-metragem                                             |
| 1923 | The Gown Shop                              | Gerente da loja                                | Larry Semon                                     | Curta-metragem                                             |
| 1923 | Lightning Love                             | Oliver, o outro pretendente                    | Larry Semon                                     | Curta-metragem                                             |
| 1923 | Horseshoes                                 | Dynamite Duffy                                 | Larry Semon                                     | Curta-metragem                                             |
| 1924 | Trouble Brewing                            | Contrabandista                                 | Larry Semon                                     | Curta-metragem                                             |
| 1924 | The Girl in the Limousine                  |                                                | Noel M. Smith                                   |                                                            |
| 1924 | Her Boy Friend                             | Killer Kid                                     | Noel M. Smith                                   | Curta-metragem; creditado como Oliver N. Hardy             |
| 1924 | Kid Speed                                  | Dangerous Dan McGraw                           | Noel M. Smith                                   | Curta-metragem; creditado como Oliver N. Hardy             |
| 1925 | Stick Around                               | Paperhanger                                    | Ward Hayes                                      | Curta-metragem                                             |
| 1925 | Hey, Taxi!                                 | Um motorista de táxi rival                     | Ted Burnsten                                    | Curta-metragem                                             |
| 1925 | Wizard of Oz                               |                                                | Larry Semon                                     |                                                            |
| 1925 | Rivals                                     | O rival                                        | Ward Hayes                                      | Curta-metragem; creditado como Oliver Hardy                |
| 1925 | Wild Papa                                  | Irmão do modelo                                | J.A. Howe                                       | Curta-metragem                                             |
| 1925 | Fiddlin' Around                            | Gerente do teatro                              |                                                 | Curta-metragem; creditado como Oliver Hardy                |
| 1925 | Isn't Life Terrible?                       | Remington - o cunhado                          | Leo McCarey                                     | Curta-metragem                                             |
| 1925 | Hop to It!                                 | O bellboy                                      | Ted Burnsten                                    | Curta-metragem                                             |
| 1925 | The Joke's on You                          | Wilbert Perkins                                | Ralph Ceder                                     | Curta-metragem; creditado como Oliver Hardy                |
| 1925 | Yes, Yes, Nanette                          | Ex-namorado de Nanette                         | Stan Laurel/ Clarence Hennecke                  | Curta-metragem                                             |
| 1925 | They All Fall                              | O Patrão                                       | Ralph Ceder                                     | Curta-metragem                                             |
| 1925 | Should Sailors Marry?                      | Doutor                                         | Jess Robbins                                    | Curta-metragem; creditado como Oliver Hardy                |
| 1925 | Laughing Ladies                            | Polícia                                        | James W. Horne                                  | Curta-metragem; creditado como Oliver Hardy                |
| 1925 | The Perfect Clown                          |                                                | Fred C. Newmeyer                                |                                                            |
| 1926 | Stop, Look and Listen                      |                                                | Larry Semon                                     |                                                            |
| 1926 | A Bankrupt Honeymoon                       | O motorista de táxi                            | Lewis Seiler                                    | Curta-metragem                                             |
| 1926 | Wandering Papas                            | Capataz do campo                               | Stan Laurel                                     | Curta-metragem                                             |
| 1926 | Madame Mystery                             | Capitão Schmaltz                               | Stan Laurel                                     | Curta-metragem; creditado como Oliver Hardy                |
| 1926 | Say It with Babies                         | Hector - o supervisor                          | Fred Guiol                                      | Curta-metragem                                             |
| 1926 | Long Fliv the King                         | O assistente do Primeiro Ministro              | Leo McCarey                                     | Curta-metragem; creditado como Oliver Hardy                |
| 1926 | The Cow's Kimona                           |                                                | James Parrott                                   |                                                            |
| 1926 | The Gentle Cyclone                         |                                                | W. S. Van Dyke                                  |                                                            |
| 1926 | Thundering Fleas                           | Oficial                                        | Robert F. McGowan                               | Curta-metragem                                             |
| 1926 | Along Came Auntie                          | Mr. Vincent Belcher - o primeiro marido        | Richard Wallace                                 | Curta-metragem; creditado como Oliver Hardy                |
| 1926 | Crazy like a Fox                           | Vítima de Charley (não-creditado)              | Leo McCarey                                     | Curta-metragem; não-creditado                              |
| 1926 | Bromo and Juliet                           | Motorista de táxi                              | Leo McCarey                                     | Curta-metragem; creditado como Oliver Hardy                |
| 1926 | Be Your Age                                | Oswald Schwartzkopple                          | Leo McCarey                                     | Curta-metragem                                             |
| 1926 | The Nickel-Hopper                          | Baterista da banda de Jazz (não-creditado)     | Hal Yates                                       | Curta-metragem; não-creditado                              |
| 1927 | Two-Time Mama                              | O polícia                                      | Fred Guiol                                      | Curta-metragem                                             |
| 1927 | Should Men Walk Home?                      | Convidado junto da taça de ponche              | Leo McCarey                                     | Curta-metragem; creditado como Oliver Hardy                |
| 1927 | Why Girls Say No                           | Polícia                                        | Leo McCarey                                     | Curta-metragem; creditado como Oliver Hardy; não-creditado |
| 1927 | The Honorable Mr. Buggs                    |                                                | Fred Jackman                                    |                                                            |
| 1927 | No Man's Law                               |                                                | Fred Jackman                                    |                                                            |
| 1927 | Crazy to Act                               | Gordon Bagley                                  | Earle Rodney                                    | Curta-metragem; creditado como Oliver Hardy                |
| 1927 | Fluttering Hearts                          | Big Bill                                       | James Parrott                                   | Curta-metragem; creditado como Oliver Hardy                |
| 1927 | Baby Brother                               | Ice Man                                        | Anthony Mack/ Charles Oelze                     | Curta-metragem                                             |
| 1927 | Love 'Em and Feed 'Em                      | 'Happy' Hopey                                  | Clyde Bruckman                                  | Curta-metragem; creditado como Oliver Hardy                |
| 1928 | Barnum & Ringling, Inc.                    | Startled drunk                                 | Robert F. McGowan                               | Curta-metragem                                             |
| 1939 | Zenobia                                    | Dr. Tibbett                                    | Gordon Douglas                                  |                                                            |
| 1949 | The Fighting Kentuckian                    | Willie Paine                                   | George Waggner                                  |                                                            |
| 1950 | Riding High                                | Apostador na pista de corridas (não-creditado) | Frank Capra                                     |                                                            |

## Aparições não-confirmadas em filmes
| Ano  | Filme                  | Director         |
| ---- | ---------------------- | ---------------- |
| 1916 | The Artist's Model     |                  |
| 1917 | Terrible Kate          | Oliver Hardy     |
| 1917 | Bad Kate               | Oliver Hardy     |
| 1917 | This is Not My Room    | Oliver Hardy     |
| 1917 | His Movie Mustache     | Oliver Hardy     |
| 1920 | Pipe Dreams and Prizes | Hank Mann        |
| 1924 | The Perfect Lady       | Rob Wagner       |
| 1924 | Roaring Lions at Home  | Benjamin Stoloff |